# Helmut Birckner
Helmut Birckner (* 25. August 1933 in Lützschera) ist ein deutscher Ingenieur und früherer Volkskammerabgeordneter für den Freien Deutschen Gewerkschaftsbund (FDGB).

## Leben
Birckner stammte aus der Amtshauptmannschaft Döbeln im Freistaat Sachsen und war der Sohn eines Handwerkers. Nach dem Besuch einer Oberschule, welche er mit dem Abitur verließ, studierte Birckner von 1952 bis 1957 Schiffbau an der Rostocker Universität mit dem Studienabschluss als Diplom-Ingenieur für Schiffbau. Anschließend fand er eine Anstellung an der Mathias-Thesen-Werft in Wismar, wo er als Assistent begann. Ab 1969 wirkte Birckner als Auftragsleiter für Technik in der Werft. Er promovierte 1977 zum Thema Untersuchungen von Einflüssen auf die Endmontage von Schiffskörpern. Ein Beitrag zur weiteren Rationalisierung der Schiffskörperendmontage zusammen mit Hans-Joachim Gödicke an der Ingenieurhochschule Wismar.
Als 1977 die Publikation Schiffbau in Wismar. Geschichte des VEB Mathias-Thesen-Werft Wismar erschien, war er einer der Mitwirkenden.

## Politik
Birckner wurde mit 15 Jahren Mitglied der damals noch jungen FDJ. Während des Studiums wurde er 1955 Mitglied der Einheitsgewerkschaft FDGB. Erst 1965 trat Birckner in die SED ein. In den beiden Wahlperioden von 1967 bis 1971 und von 1971 bis 1976 war Birckner Mitglied der FDGB-Fraktion in der Volkskammer der DDR.
1972 wurde er in die parlamentarische Freundschaftsgruppe DDR-Japan gewählt, die sich 1972 im Anschluss an die 6. Tagung der Volkskammer konstituierte und unter dem Vorsitz von Hans Modrow, Mitglied des Zentralkomitees der SED, stand.